# Aquel Trovar
Aquel Trovar es un grupo español de música antigua creado en 2016 por tres antiguos miembros de Cinco Siglos (1990-2016) con el objeto de estudiar y difundir repertorios de música medieval, renacentista y barroca. Los componentes de Aquel Trovar son: Antonio Torralba (flauta), José Ignacio Fernández (guitarras y bandurrias históricas) Daniel Sáez Conde (rabel, colascione, chelo barroco) y, en los programas vocales, Delia Agúndez (canto). Aquel Trovar obtuvo en 2018 el Premio Gema del Público al mejor grupo de música antigua. 

## Discografía
- 2017 - Canciones de la vieja Europa. Fonoruz CDF-2747. 2017. Premio Gema del Público al mejor disco del año.
- 2018 - De Santa María.[2] Fonoruz CDF-2789. 2018. Premio Gema del Público al mejor disco del año.
- 2019 - Cantar sola. Fonoruz CDF-2835. 2019
- 2021 - Dancerías. Fonoruz CDF-2885. 2021
- 2023 - De los sones e de los instrumentos. Fonoruz CDF-2930. 2023
- 2024 - Ondas do mar. Litopress-Aquel Trovar AT170103. 2024